# Joachim Leroux
Pour les articles homonymes, voir Leroux.
Joachim Leroux, né à Rouen le 10 juin 1977, est un chef d'orchestre, compositeur, arrangeur et orchestrateur français.

## Biographie
Élève au conservatoire de Rouen, il obtient les diplômes d'écriture, d'analyse, de formation musicale et de culture musicale dans les classes de Jacques Petit et d’Anthony Girard. Il s’oriente vers la direction d'orchestre.
Il obtient son diplôme de direction d’orchestre et d’orchestration au conservatoire à rayonnement régional d'Amiens dans la classe d'Alain Voirpy en 1998, puis le Diplôme supérieur de direction d’orchestre de la prestigieuse École normale de musique de Paris (école Cortot) dans la classe de Dominique Rouits. Il se perfectionne entre autres avec Peter Eötvös.
En 1996, il fonde le Nouvel orchestre de chambre de Rouen. De 2003 à 2006, il collabore régulièrement aux productions de l’Opéra de Rouen en qualité de chef assistant. En 2004, il cofonde avec Didier Lockwood le All Music Chamber Orchestra, avec lequel il accompagne les plus grands solistes, citons notamment Maxim Vengerov et Roby Lakatos. Entre 2005 et 2017, il est le directeur musical du Chœur de Rouen Normandie et de 2008 à 2010, le directeur artistique et musical de l'Ensemble Instrumental Bernayen.
En novembre 2005 est sorti, sous le label AMES, Soleils Noirs, disque issu de la collaboration entre Dominique Preschez et Joachim Leroux, et distribué par Harmonia Mundi. En 2007, un disque consacré au Requiem de Fauré (version 1893) et à la messe des paroisses de Dominique Preschez pour "Tirage(s) Limité(s)".
Il dirige les classes d'orchestres et de direction d'orchestre du Conservatoire à rayonnement Départemental d'Évreux et l'orchestre symphonique du Conservatoire à Rayonnement Départemental de Dieppe jusqu'en juin 2009.
En 2009, il obtient le diplôme d'État dans la discipline "Direction d'ensembles instrumentaux" et est nommé directeur de l'école municipale de musique de Fécamp. De 2010 à 2016, il occupe le poste de directeur du conservatoire à rayonnement communal de la ville de Saint-Étienne-du-Rouvray. Il est régulièrement invité à diriger l'Ensemble Instrumental Opus 62. Entre 2014-2017, il dirige l'Orchestre Symphonique Sud de Seine, et depuis 2022 l'Orchestre symphonique des conservatoires du Grand Orly-Seine-Bievre.
De 2016 à 2019 , il dirigea la Maison des Arts (Conservatoire à Rayonnement Communal de Musique, Danse, Arts Dramatique et Arts Plastiques) de la ville de Garges-les-Gonesse.
En 2019, il est titulaire du concours de Professeur d'Enseignement Artistique spécialité professeur chargé de direction.
De 2019 à 2020, il dirigea l'Ecole Internationale de Musique et de Danse de Rabat et Casablanca et travailla avec l'Orchestre Philharmonique du Maroc.
Depuis 2021, il dirige le Conservatoire à Rayonnement Intercommunal du Kremlin-Bicêtre.
Parallèlement, il mène une activité de compositeur, d'arrangeur et d'orchestrateur. Plusieurs de ses œuvres ont fait l’objet d’une édition.

## Compositions
- Valse à Jojo (créé en 1993 à Canteleu)
- 1er Quatuor pour clarinette (créé en 1993 à Rouen)
- 2e Quatuor pour clarinette (créé en 1994 à Canteleu)
- Lied (créé en 1994 à Canteleu)
- Lacrimae pour violoncelle solo et orchestre de chambre (créé en 1995 à Canteleu)
- Rimbaud pour orchestre de chambre et piano (créé en 1996 à Canteleu)
- Tristesse pour piano (créé en 1996)
- Estampe pour orchestre symphonique (créé en 1996 à Rouen)
- Il pleure dans mon cœur, pour chœur (créé en 1997)
- Notre Père pour chœur mixte et orgue (créé en 1998)
- Suite cantilienne (créé en 2000 à Canteleu)
- Métamorphoses, trois pièces pour trois percussionnistes (créé en 2003)
- Trio pour flûte, alto et harpe (créé le 16 mai 2009 à Rouen)
- " Musique d'ouverture du 32ème festival "rencontres d'ici et d'ailleurs" (2018)
- "Le vaillant petit tailleur" conte musical pour récitant, danseuse, piano et chant (2020)

## Discographie
- Soleils noirs, compositions de Dominique Preschez, paru en 2006 chez Harmonia Mundi.
- Requiem de Fauré et Messe des paroisses de Preschez, paru en 2007 chez Tirage(s) limité(s).